# Asplenium woodwardioides
Asplenium woodwardioides är en svartbräkenväxtart som beskrevs av William Roxburgh. Asplenium woodwardioides ingår i släktet Asplenium och familjen Aspleniaceae. Inga underarter finns listade.